# Lenora de Barros
Lenora de Barros (sinh ngày 6 tháng 11 năm 1953) là nữ thi sĩ người Brasil. Bà từng học khoa Ngôn ngữ học tại Đại học São Paulo trước khi bắt đầu sự nghiệp thơ văn của mình vào những năm 1970.
Barros bắt đầu sự nghiệp với các bài thơ thuộc thể loại thơ thị giác. Đây là một thể thơ mà sự sắp xếp của các thành phần ngôn ngữ, đặc biệt là nghệ thuật sắp đặt và kỹ thuật ghép chữ (typography) được đề cao hơn việc truyền đạt ý nghĩa của câu từ. Bà làm nhiều bài thơ cụ thể, với phong cách tổng hòa giữa pop art và body art.
Thơ của Lenora de Barros được biết đến với đặc trưng về âm thanh, sự hợp vần, mang âm điệu giữa các câu chữ trong bài thơ.
Trong khoảng những năm 1990, bà là biên tập viên hình ảnh của tờ báo Folha de São Paulo, cũng như là giám đốc nghệ thuật của tạp chí thể thao Placar.
Từ năm 1993 đến năm 1996, Barros phụ trách chuyên mục khoa học thí nghiệm trên tờ Jornal da Tarde của São Paulo, với tiêu đề "... umas". Trong thời gian này bà cũng phát hành nhiều tác phẩm thơ thị giác, thực hiện nhiều bộ ảnh, cũng như thể nghiệm sự tương tác giữa câu từ, văn bản và hình ảnh. Bà cũng sử dụng những ý tưởng trên tờ báo mà mình đang biên tập để làm chủ đề cho những ý tưởng nghệ thuật,

## Đời tư
Lenora là con gái của nhà thơ Geraldo de Barros, một trong những người tiên phong trong phong trào thơ cụ thể. Em gái Lenora là nhà thơ người Thụy Sĩ Fabiana de Barros.